# Каражантак
Каражанта́к (каз. Қаражантақ) — село у складі Ариської міської адміністрації Туркестанської області Казахстану. Входить до складу Дарменіського сільського округу.
Населення — 535 осіб (2021; 495 у 2009, 432 у 1999, 391 у 1989).